# Rafael da Silva Nascimento
Rafael da Silva Nascimento (Rio de Janeiro, 21 de Maio de 1984), ou apenas Rafael, é um ex-futebolista brasileiro que atuava como volante e meia.

## Carreira
Revelado nas divisões de base do Olaria, Rafael transferiu-se para o Vasco em 2003 como uma das grandes promessas da equipe. No entanto, em parte devido a uma contusão que o deixou de fora dos gramados por quase um ano, Rafael não conseguiu se firmar no clube de São Januário.
Assim, em 2008 foi emprestado para o Bahia para a disputa da Série B do mesmo ano, onde já se encontravam outros dois ex-vascaínos, Thiago Maciel e Bruno Meneghel.  Destes, porém, Rafael foi o único que conseguiu se destacar na equipe baiana, sendo considerado um dos melhores do time na competição.
Em fevereiro de 2009, foi emprestado ao Mesquita para a disputa do Campeonato Carioca. Em maio, pouco após o fim da competição, chegou a ser anunciado como reforço do Duque de Caxias, mas acabou acertando com o ABC para a disputa da Série B do mesmo ano.

## Títulos
Saham
- Primeira Divisão de Omã: 2011–12

Muscat
Primeira Divisão de Omã: 2014–15